# Marienhafe
Marienhafe – miasto (niem. Flecken) w Niemczech, w kraju związkowym Dolna Saksonia, w powiecie Aurich, siedziba gminy zbiorowej Brookmerland.

## Współpraca
- Melksham, Wielka Brytania

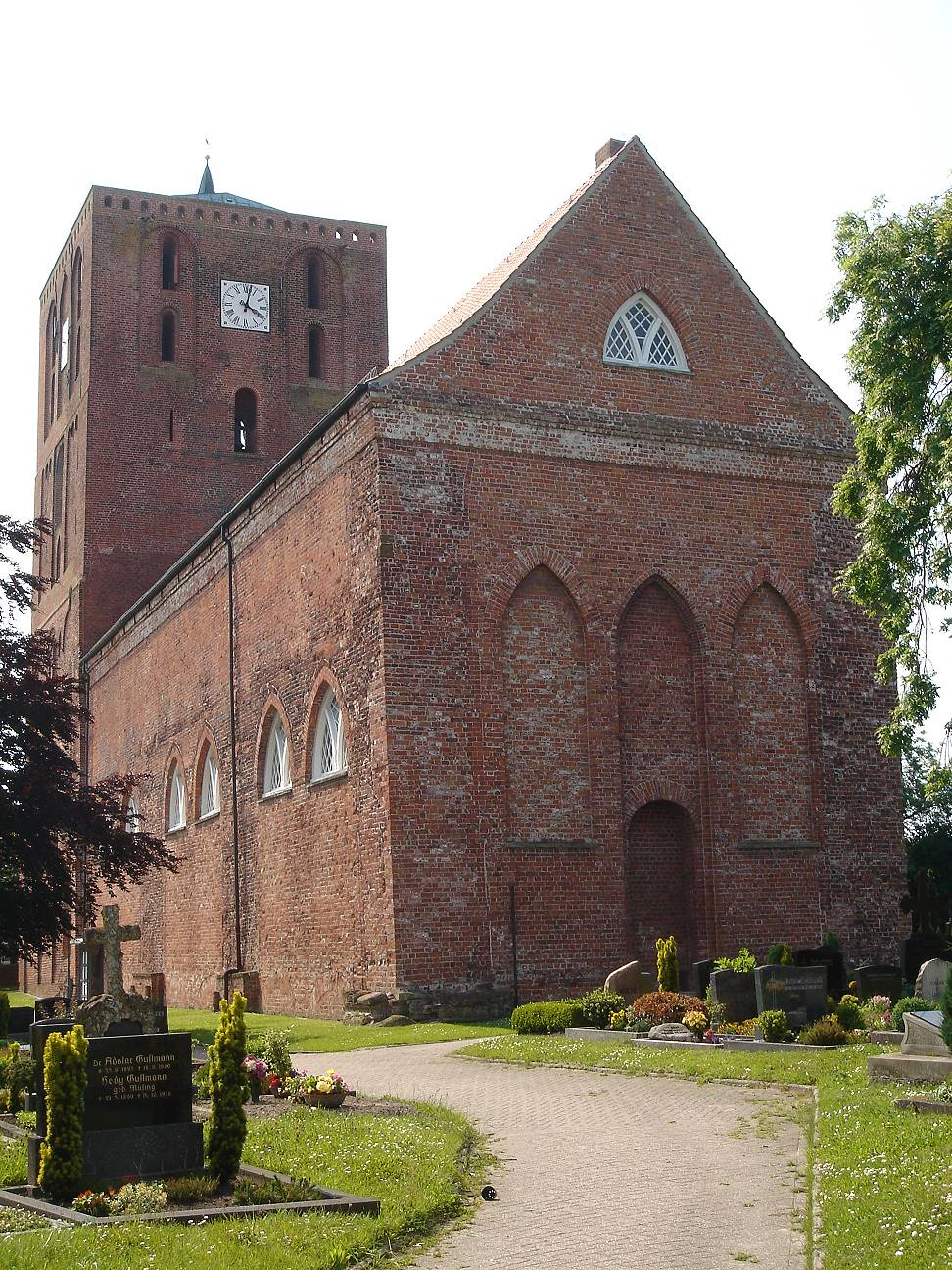
Kościół pw. NMP